# Ptiloprora
Ptiloprora es un género de aves paseriformes perteneciente a la familia Meliphagidae. Todos sus miembros son endémicos de Nueva Guinea. 

## Especies
El género tiene las siguientes especies:
- Ptiloprora plumbea – mielero plomizo;
- Ptiloprora meekiana – mielero de Meek;
- Ptiloprora erythropleura – mielero flanquirrufo;
- Ptiloprora guisei – mielero dorsirrufo;
- Ptiloprora mayri – mielero de Mayr;
- Ptiloprora perstriata – mielero estriado.